# Canillas (barrio)
Canillas es un barrio de Madrid, situado en el distrito de Hortaleza, en el este de la ciudad. Ocupa mucho menos territorio que el municipio del mismo nombre que fue anexionado a la capital en 1949.  Actualmente cuenta con una población de 44.861 habitantes, limitando por el norte y por el sur con los barrios de Pinar del Rey y Piovera.